# Air Force Island
Air Force Island è un'isola della Regione di Qikiqtaaluk, Nunavut, Canada.

## Geografia
L'isola si trova nel Bacino di Foxe a circa 20 km dalla costa sud-ovest dell'Isola di Baffin e a 11 km dall'Isola del Principe Carlo.
Con i suoi 1.720 km² l'isola Air Force si pone al 226º posto tra le isole più grandi del mondo ;molto bassa e piatta raggiunge un'altezza massima di 20 metri s.l.m. ed ha uno sviluppo costiero di 201 km.

## Storia
Il primo riferimento scritto riguardante l'esistenza dell'isola risale al 1948 da parte di un membro dell'Air Command di nome Albert-Ernest Tomkinson che l'ha sorvolata col suo Avro 683 Lancaster.